# Пиени-Кивиоя
Пиени-Кивиоя — река в России, протекает по Питкярантскому району Карелии.
Исток — озеро Вепсяислампи, течёт на юг, в среднем течении принимает левый приток — Ламмитсуою. В нижнем течении на реке имеются пороги. Устье реки находится в 17 км по правому берегу реки Тулемайоки. Длина реки составляет 13 км, площадь водосборного бассейна 113 км².

## Данные водного реестра
По данным государственного водного реестра России относится к Балтийскому бассейновому округу, водохозяйственный участок реки — Водные объекты бассейна оз. Ладожское без рр. Волхов, Свирь и Сясь, речной подбассейн реки — Нева и реки бассейна Ладожского озера (без подбассейна Свирь и Волхов, российская часть бассейнов). Относится к речному бассейну реки Нева (включая бассейны рек Онежского и Ладожского озера).
Код объекта в государственном водном реестре — 01040300212102000011495.